# Moto Guzzi V10 Centauro
La V10 Centauro è una motocicletta naked prodotta dalla Moto Guzzi dal 1996 al 2001 in soli 1918 esemplari per festeggiare il 75º anniversario del Marchio.

## Descrizione
Disegnata da Luciano Marabese della Marabese Design, al suo apparire stupì per l'anticonformismo della linea. Voleva essere la proposta di Moto Guzzi per entrare nel settore delle moto nude sportive stradali, che stava vivendo un momento di grande sviluppo. Le caratteristiche dinamiche della moto erano certamente di prim'ordine, sia dal punto di vista motoristico che ciclistico. A livello estetico la moto era molto particolare e le doti dinamiche, come la componentistica di prim'ordine, la ponevano in competizione con le sportive più blasonate. Una moto particolarissima, di carattere, per molti versi affascinante e poco inquadrabile in una specifica categoria: un misto tra naked, sportiva e cruiser.
Era dotata del classico motore bicilindrico a V di 90° frontemarcia, ma con distribuzione a 4 valvole a camme in testa, lo stesso che equipaggiava la sportivissima Daytona RS,  quindi con cilindrata di 992 cm³ e alimentazione a iniezione elettronica. Un motore poderoso capace di sprigionare la potenza di 95 cv, a fronte dei 102 della Daytona RS ed era in grado di regalare un grande piacere di guida facendo raggiungere alla Centauro i 225 km/h. Questo motore è stato per anni il motore più potente costruito dalla Moto Guzzi. Anche il telaio ero lo stesso della Daytona RS.  
La ciclistica vantava l’impianto frenante Brembo serie oro, i cerchi Marchesini, l’ammortizzatore posteriore e la forcella a steli rovesciati, entrambi WP.   
Nel 1998 venne presentata la versione GT, dotata di cupolino alto, sella di diversa conformazione e portapacchi, teoricamente più votata ai viaggi, ma la parte meccanica era del tutto immutata. Parallelamente entrò in produzione anche la Sport, dotata di un piccolo cupolino e il coprisella con verniciatura rossa o verde con bande bianche. Entrambe le versioni beneficiarono anche di alcune migliorie, come l'introduzione del manubrio regolabile e del cavalletto laterale senza ritorno automatico.
Da nuova non ebbe un grande riscontro commerciale anche per via del prezzo elevato, seppur giustificato dalla qualità della componentistica; infatti fu prodotta in soli 1918 esemplari di cui: 
- 1272 Centauro; 
- 245 “Centauro GT”; 
- 401 “Centauro Sport”.
Nel corso degli anni, però, è diventata molto ricercata tanto da farne un oggetto da collezione in Italia, ma soprattutto all'estero.

### Colorazioni
Sebbene i prototipi del salone di Milano del 1995 presentassero colorazioni differenti, la produzione di serie seguì questi schemi:
V10 CENTAURO:
- Antracite /Canna di Fucile
- Bordeaux / Argento
- Giallo / Canna di Fucile
V10 CENTAURO GT:
- Antracite / Canna di Fucile
- Giallo / Canna di Fucile
V10 CENTAURO SPORT:
- Rosso con strisce bianche
- Verde Inglese con strisce bianche
Da dire che è molto facile "creare" una versione diversa, ad esempio da "GT" a "Sport", avendo a disposizione i pezzi che la contraddistinguevano. 
La V10 Centauro è stata prodotta dal 1996 al 2001 e raramente si trova qualche esemplare immatricolato nel 2002.

## Curiosità
- Molti "Guzzisti" chiamano la V10 Centauro al maschile: "Il Centauro";
- La V10 Centauro, a causa di alcune sue caratteristiche ("ruvidità" del motore, mole, coppia ai medi, difficoltà a portarla al limite per alcuni) è chiamata "Il Bestio".

## Le differenti versioni
- V10 Centauro 1996-2000
- V10 Centauro GT 1998-2001
- V10 Centauro Sport 1998-2001